# 若狭湾エネルギー研究センター
公益財団法人若狭湾エネルギー研究センター（わかさわんエネルギーけんきゅうセンター）は、原子力及びエネルギー関連技術の地域産業への普及などを行っている公益法人。内閣府認可（元経済産業省資源エネルギー庁及び文部科学省の共管）。

## 概要
- 所在:福井県敦賀市長谷64号52番地の1（1998年10月に敦賀市のプラザ萬象から移転。）
- 設立:1994年9月1日
- 代表者:理事長 櫻本宏（元福井県副知事）

## 施設
- 福井県が敦賀市長谷に福井県若狭湾エネルギー研究センターを建設、1998年10月に開所した。大型の施設が印象深い。当該財団は、県から施設管理を委託されている。
- 交流棟、研修棟、一般研究棟、放射線研究棟があり、中でも放射線研究棟にはシンクロトロン・タンデム加速器等で構成される多目的イオン加速器システムが設置されている。
- 陽子線がん治療臨床研究を行っていたが、臨床を福井県立病院に移転し、医学生物学の基礎分野における研究開発を継続している。
- ホール、研修室、会議室等を借りることができ、また、電子顕微鏡等の科学機器を低料金で利用できる。

## その他
- 施設は高台に位置しているため、敦賀湾が一望できる。